# Wodnik (zwyczajny)
Wodnik (zwyczajny) (Rallus aquaticus) – gatunek średniej wielkości ptaka wodnego z rodziny chruścieli (Rallidae), zamieszkujący Europę, Azję i północną Afrykę.

## Podgatunki i zasięg występowania
Rozmieszczenie w zależności od podgatunku:
- Rallus aquaticus aquaticus – Europa, Afryka Północna oraz zachodnia Azja. Zimuje w południowej i zachodniej Europie, północnej Afryce i Turkmenistanie. Południowo- i zachodnioeuropejskie populacje są osiadłe, ale również zdarza się, że w Europie Środkowej zimują nad niezamarzniętymi rzekami i jeziorami (wtedy najłatwiej je dostrzec, bo są mniej ukryte). Wędrowne populacje odlatują we wrześniu i październiku w strefę nadatlantycką i nad Morze Śródziemne. W Polsce nieliczny (lokalnie średnio liczny) gatunek lęgowy na całym niżu.
- Rallus aquaticus hibernans – osiadła populacja na Islandii, wymarł około 1965 roku[7].
- Rallus aquaticus korejewi – od wybrzeży Jeziora Aralskiego i Bałchaszu po Iran, Kaszmir i środkowe Chiny. Zimuje na południu Azji – od Iraku po Chiny.

Podgatunek R. aquaticus indicus został niedawno wyodrębniony do rangi odrębnego gatunku.

## Morfologia
Cechy gatunkuJest mniejszy od kokoszki, a większy od zielonki. Brak wyraźnego dymorfizmu płciowego, oprócz tego, że podgardle samicy jest jaśniejsze, a pierś brunatnawa. Wierzch ciała oliwkowobrązowy z czarnymi plamami, spód, boki głowy i szyja bez karku szare, boki w poprzeczne biało-czarne pasy. Dziób długi, cienki, czerwony i lekko zagięty w dół. Młodociane i ptaki w upierzeniu spoczynkowym mają kolory bardziej stonowane z brązowawym odcieniem. Pisklęta czarne z czerwoną plamką na potylicy.
Wymiary średnie
- Długość ciała ok. 20–30 cm
- Rozpiętość skrzydeł ok. 40–45 cm
- Masa ciała ok. 70–190 g

## Ekologia i zachowanie

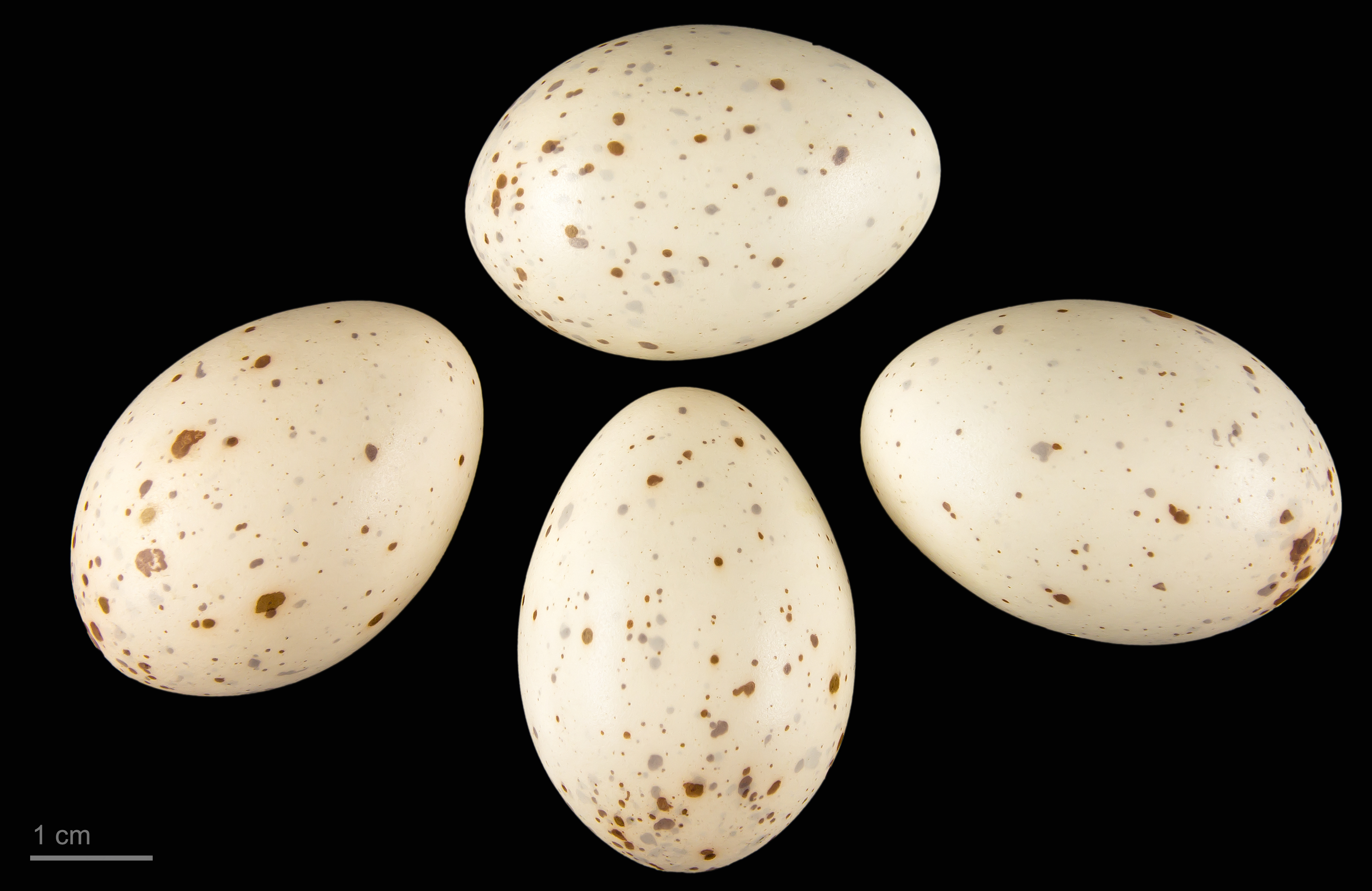
Jaja z kolekcji muzealnej

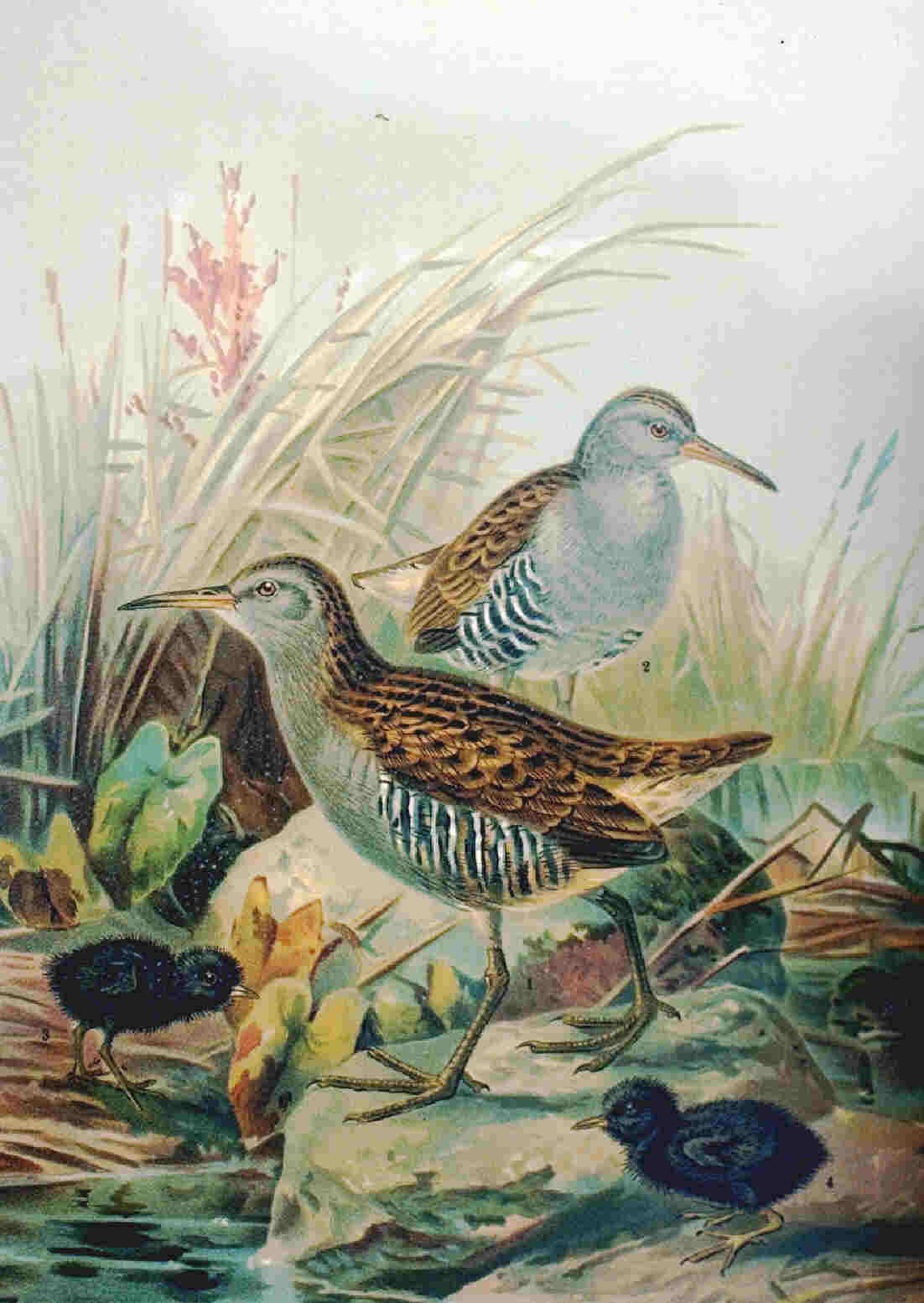
Para wodników z pisklętami

BiotopRóżnorodne zbiorniki wodne od dużych jezior i bagien po brzegi stawów i starorzeczy, rowy melioracyjne i glinianki. Wymaga środowisk, w których płytką wodę porasta gęsta roślinność, głównie trzciny. Zasadniczo na nizinach, lecz spotykany również na wysokościach do 2000 m n.p.m.
Tryb życia i zachowanieWodnik prowadzi bardzo skryty tryb życia – częściej można go usłyszeć, niż zobaczyć. Wynika to też z tego, że aktywny jest wieczorami. Odzywa się melodyjnym „guik” lub „pit”, a na wiosnę i jesienią jego głos jest piskliwy, powtarzane przez kilka ptaków naraz „kruif” podobne do kwiku świni (zadziwia donośność dźwięku przy tak małych rozmiarach ptaka). Samce śpiewają nocami i o zmierzchu, a samice z kończącym długim trelem. Odgłosem ostrzegawczym jest nagłe i powtarzane „cik”.
Zręcznie przeciska się między gęstwinami roślin, unikając terenów odkrytych. Chodząc i żerując ma zadarty krótki ogon do góry. Mniej znanym faktem jest to, że doskonale pływa, a w razie niebezpieczeństwa nawet nurkuje. Lata natomiast niechętnie. W locie widać jego krótkie zaokrąglone skrzydła i zwisające nogi.
TokiPierwsze pieśni godowe można usłyszeć już pod koniec lutego, ale lęgowiska zajmowane są w marcu i kwietniu. Obie płci odnajdują się za pomocą słuchu, co wynika z tego, że ich pieśni się różnią. Gdy się dobiorą w pary, następuje trzytygodniowy okres toków, kiedy często kopulują i przejawiają specyficzne zachowania służące podtrzymaniu więzi. Są to m.in. biegania tokowe, gdzie samiec głośno gdacząc biegnie za samicą, drapanie w tym samym miejscu z dziobami obojga partnerów złożonymi obok siebie lub wzajemne drapanie się po karku i szyi. Toki wieńczy spuszczona głowa samca z nastroszonymi piórami wskazująca samicy miejsce na założenie gniazda.
GniazdoPara wodników od razu gdy przyleci na tereny gniazdowe, obejmuje swój rewir w posiadanie i energicznie broni go przed intruzami. Gniazdo starannie ułożone zazwyczaj na ziemi, ukryte w trzcinach, mannie lub trawie, lecz także na platformie między trzcinami lub wystających z wody przedmiotach. Nad gniazdem często buduje daszek z sąsiednich roślin. Solidne gniazdo składa się z suchych, świeżych liści roślin wodnych.
JajaW ciągu roku wyprowadza jeden lub dwa lęgi, składając w marcu – sierpniu 4 do 12 kremowożółtych cętkowanych jaj.
Okres lęgowyJaja wysiadywane przez okres 18 do 22 dni przez obydwoje rodziców. Często się zdarza, że samiec karmi wysiadującą samicę. Pisklęta wodzone są przez oboje rodziców, którzy początkowo podają im pokarm w dziobach. Przez pierwsze dni pisklęta zostają bowiem w gnieździe i jeden z rodziców wyrusza na zmianę na żer. Mają czarny puch o granatowym połysku i mały białawy dziób. Usamodzielniają się po 7–8 tygodniach, a nawet po 20–30 dniach, gdy rodzice zakładają drugi lęg. Pisklęta z pierwszego lęgu towarzyszą rodzicom przy wychowywaniu potomstwa z drugiego lęgu.
PożywienieGłównie bezkręgowce (owady i ich gąsienice oraz mięczaki), kijanki i drobne ryby (wyjątkowo małe ptaki) uzupełnione jesienią przez zielone części roślin i ich nasiona. Żeruje brodząc w szlamie lub chodząc po pływającej roślinności, rzadziej pływa lub nurkuje. Przed połknięciem często myje ofiarę w pobliskim zbiorniku wodnym.

## Status, ochrona i zagrożenia
Międzynarodowa Unia Ochrony Przyrody (IUCN) uznaje wodnika za gatunek najmniejszej troski (LC – Least Concern). Liczebność światowej populacji, obliczona w oparciu o szacunki organizacji BirdLife International dla Europy z 2015 roku, mieści się w przedziale 600 000 – 1 499 999 dorosłych osobników. Ogólny trend liczebności populacji uznawany jest za spadkowy.
Na terenie Polski gatunek ten jest objęty ścisłą ochroną gatunkową. Liczebność populacji lęgowej na terenie kraju w latach 2013–2018 szacowano na 10–20 tysięcy par. Na Czerwonej liście ptaków Polski wodnik sklasyfikowany został jako gatunek najmniejszej troski (LC).
Ze względu na nocne wędrówki zagrażają im linie energetyczne. Ubytki w populacji wynikłe ze srogich mrozów danej zimy, spadku poziomu wód i obniżonym sukcesie rozrodczym w okresie lęgowym są wyrównywane w ciągu paru lat.